# Resolutie 1207 Veiligheidsraad Verenigde Naties
Resolutie 1207 van de Veiligheidsraad van de Verenigde Naties werd op 17 november 1998 aangenomen door de Veiligheidsraad van de Verenigde Naties met 14 stemmen voor tegenover één onthouding van China.

## Achtergrond
In 1980 overleed de Joegoslavische leider Tito, die decennialang de bindende kracht was geweest tussen de zes deelstaten van het land. Na zijn dood kende het nationalisme een sterke opmars, en in 1991 verklaarde Bosnië en Herzegovina zich onafhankelijk. De Servische minderheid in het land kwam hiertegen in opstand en begon een burgeroorlog waarbij ze probeerden de Bosnische volkeren te scheiden. Tijdens die oorlog vonden massamoorden plaats waarbij tienduizenden mensen omkwamen.

## Inhoud

### Waarnemingen
De Veiligheidsraad was door het Joegoslavië-tribunaal ingelicht dat Servië en Montenegro nog steeds niet aan het tribunaal meewerkte.

### Handelingen
In 1993 al was beslist dat alle landen moesten meewerken met het Joegoslavië-tribunaal door onder meer in te gaan op arrestatiebevelen, vragen om informatie en onderzoeken. Servië en Montenegro werd opnieuw opgeroepen maatregelen te nemen om die provisies in haar nationale
wetgeving om te zetten. Een land mag haar nationale wetgeving niet inroepen om het niet naleven van de internationale wet te rechtvaardigen.
De Veiligheidsraad veroordeelde Servië en Montenegro in het bijzonder omdat het drie arrestatiebevelen niet uitvoerde. Die drie moesten onmiddellijk worden opgepakt en overgedragen aan het tribunaal. Verder moesten de autoriteiten in Servië en Montenegro, alsook de Kosovaars-Albanese leiders in Kosovo, meewerken aan alle
onderzoeken die onder de bevoegdheid van het tribunaal vielen. De voorzitter van het tribunaal werd gevraagd de Veiligheidsraad verder op de hoogte te houden.

## Verwante resoluties
- Resolutie 1199 Veiligheidsraad Verenigde Naties
- Resolutie 1203 Veiligheidsraad Verenigde Naties
- Resolutie 1222 Veiligheidsraad Verenigde Naties (1999)
- Resolutie 1239 Veiligheidsraad Verenigde Naties (1999)

Lijst ·  1147 ·  1148 ·  1149 ·  1150 ·  1151 ·  1152 ·  1153 ·  1154 ·  1155 ·  1156 ·  1157 ·  1158 ·  1159 ·  1160 ·  1161 ·  1162 ·  1163 ·  1164 ·  1165 ·  1166 ·  1167 ·  1168 ·  1169 ·  1170 ·  1171 ·  1172 ·  1173 ·  1174 ·  1175 ·  1176 ·  1177 ·  1178 ·  1179 ·  1180 ·  1181 ·  1182 ·  1183 ·  1184 ·  1185 ·  1186 ·  1187 ·  1188 ·  1189 ·  1190 ·  1191 ·  1192 ·  1193 ·  1194 ·  1195 ·  1196 ·  1197 ·  1198 ·  1199 ·  1200 ·  1201 ·  1202 ·  1203 ·  1204 ·  1205 ·  1206 ·  1207 ·  1208 ·  1209 ·  1210 ·  1211 ·  1212 ·  1213 ·  1214 ·  1215 ·  1216 ·  1217 ·  1218 ·  1219